# 巴扎諾島
巴扎諾島（英語：Bazzano Island）是南極洲的島嶼，屬於威廉群島的一部分，處於里斯本島和布代島之間的彼德曼島以南，由讓-巴蒂斯特·夏古率領的法國探險隊發現和命名，現時由南極條約體系管理。